# Corps et Âme (film, 1949)
Pour les articles homonymes, voir Corps et Âme.
Pour plus de détails, voir Fiche technique et Distribution.
Corps et Âme (The Doctor and the Girl) est un film américain de Curtis Bernhardt, sorti en 1949, inspiré du roman du même nom de Maxence Van der Meersch.

## Fiche technique
- Titre original : The Doctor and the Girl
- Titre : Corps et Âme
- Réalisation : Curtis Bernhardt
- Scénario : Theodore Reeves d'après le roman homonyme de Maxence Van der Meersch
- Direction artistique : E. Preston Ames et Cedric Gibbons
- Décorateur de plateau : Arthur Krams et Edwin B. Willis
- Photographie : Robert H. Planck
- Montage : Ferris Webster
- Musique : Rudolph G. Kopp (non crédité)
- Production : Pandro S. Berman
- Société de production : MGM
- Pays d'origine : États-Unis
- Format : Couleur (Technicolor) - 35 mm - 1,37:1 - Son mono (Western Electric Sound System)
- Genre : Drame romantique
- Durée : 98 minutes
- Date de sortie : 
  - États-Unis :29 septembre 1949

## Distribution
- Glenn Ford : Dr Michael Corday
- Charles Coburn : Dr John Corday
- Gloria DeHaven : Fabienne Corday
- Janet Leigh : Evelyn « Taffy » Heldon
- Bruce Bennett : Dr Alfred Norton
- Warner Anderson : Dr George Esmond
- Basil Ruysdael : Dr Francis I. Garard
- Nancy Davis : Mariette Esmond
- Arthur Franz : Dr Harvey L. Kenmore
- Lisa Golm : Hetty
- Joanne De Bergh : la mère d'un enfant

Acteurs non crédités :
- Mimi Aguglia : la mère d'un enfant atteint de diphtérie
- Angela Clarke : Mlle Rourke
- Mario Siletti : M. Crisani
- Renata Vanni : Mme Crisani